# Rossend Arqués i Corominas
Rossend Arqués i Corominas (Olost, Lluçanès, 1953) és un professor de literatura italiana, lexicògraf, assagista i traductor català.
Ha exercit com a professor de la Universitat Autònoma de Barcelona. La seva vinculació al món de la traducció l'ha portat a escriure sobre temàtiques diverses que relacionen Catalunya amb Itàlia, des de la recepció d'autors italians a la literatura catalana fins a la influència mútua dels teatres de les dues penínsules, la italiana i la ibèrica, passant per l'elaboració del primer diccionari català-italià. Així, s'ha dedicat principalment a la llengua i a la literatura italianes i a la literatura comparada italocatalana, amb incursions als estudis de literatura catalana medieval. En el camp de la lexicografia bilingüe ha publicat el Diccionari català-italià (1992) i el Diccionari italià-català (2002) i també és responsable de la publicació a Itàlia d'un Dizionario italiano-spagnolo/spagnolo-italiano. Dins dels estudis de literatura italiana ha escrit articles i monografies sobre Dante, Guido Cavalcanti, Petrarca, Giambattista Vico i Leopardi, i ha estudiat la recepció catalana de Dante, Petrarca, Leopardi, Torquato Tasso i Tommaso Grossi. Ha traduït obres de Leopardi, Vico, Giuseppe Tomasi di Lampedusa i Umberto Saba. És autor de l'antologia Somnis i runa (1992) sobre la poesia de Narcís Comadira. Ha dirigit el Diccionari català-italià/italià-català de l'Enciclopèdia Catalana, el primer entre ambdues llengües després d'un vocabulari breu de l'editorial Pòrtic. És membre, entre d'altres, del Comitè de Redacció de la revista Tenzone. Revista de la Asociación Complutense de Dantología, codirector de Quaderns d'italià i responsable de la pàgina web «La bottega di Goldoni». Ha estat coordinador del Comitè de Traduccions i Drets Lingüístics del PEN Català i va participar en la gestació de Visat, quan encara era un embrió de la revista de literatura i traducció del PEN Català. A més ha estat lector de llengua catalana a la Università di Venezia durant deu anys, i ha exercit de docent en diverses universitats europees com la Universitat de Càller, la Universitat de Trieste, la Universitat de Gènova, la Universitat de París - Sorbonne, i la Universitat de Potsdam.